# Asarcus lutescens
Asarcus lutescens is een hooiwagen uit de familie Gonyleptidae. De wetenschappelijke naam van Asarcus lutescens gaat terug op Sørensen.